# Conquesta de Sardenya (1717)
La conquesta de Sardenya, també coneguda com l'expedició de Sardenya de 1717, va tenir lloc entre els mesos d'agost i novembre de 1717 entre Espanya i el Sacre Imperi Romanogermànic, i va anar a més el succés desencadenant de la Guerra de la Quàdruple Aliança. Les tropes comandades pel 3r marquès de Lede i el 1er duc de Montemar, recolzades per l'Armada Espanyola, van derrotar fàcilment a les tropes austro-imperials i van conquistar l'illa de Sardenya, governada per la Casa d'Habsburg des del Tractat d'Utrecht de 1713, tornant el domini d'aquesta als espanyols.

## Antecedents
Després de la fi de la Guerra de Successió Espanyola (1701-1713) amb el Tractat d'Utrecht, Felip V va cedir, Menorca i Gibraltar als anglesos, els Països Baixos Espanyols, el Franc Comtat, el Ducat de Milà, el Regne de Nàpols i Sardenya a l'emperador Carles VI, i Sicília a Víctor Amadeu II de Savoia. Aquests territoris havien estat sota el domini espanyol durant gairebé dos segles, i la seva pèrdua va ser percebuda com un dur cop per al prestigi nacional.
En 1717, amb el ressorgiment d'Espanya com a potència militar i les ambicions del rei Felipe V per recuperar la supremacia sobre Itàlia i el mar Mediterrani, la resta de les potències europees, Gran Bretanya, França i el Sacre Imperi van considerar cedir Sicília a l'emperador Carlos VI, la qual cosa va disgustar Espanya, que desitjava recuperar l'illa. En aquest context, i amb l'arrest a Milà, pels austríacs, de l'inquisidor general espanyol José de Molines, Felip V va obtenir el casus belli que buscava. Al juliol, va ordenar la partida de l'Armada Espanyola, des de Barcelona, a la conquesta de Sardenya, iniciant les hostilitats amb Àustria.

## La invasió
El gruix de l'expedició espanyola va salpar del port de Barcelona el 24 de juliol, i el dia 30, la resta de la flota. L'armada, sota el comandament del marquès de Mari, consistia en 9 navilis de línia, 6 fragates, 3 galeres, 2 brulots i 80 vaixells mercants i de transport, a més de 8500 soldats d'infanteria i 500 de cavalleria a les ordres de Juan Francisco de Bette, marquès de Lede.
El 22 d'agost, les forces espanyoles van desembarcar a Sardenya, i en només dos mesos reconquistaren tota l'illa, les defenses de la qual van ser a càrrec del militar català Josep Antoni de Rubí i de Boixadors, marquès de Rubí. La ràpida victòria es va deure principalment a l'acció psicològica del marquès de Sant Felip, qui va recórrer l'illa encoratjant als seus habitants, descontentaments amb el domini austríac, a tornar al govern espanyol. Només van resistir les fortaleses de L'Alguer, Castelsardo i la important ciutat de Càller, però aviat les forces austríaques de la ciutat, freturoses de reforços, van retirar-se cap al nord de l'illa, prenent-la els espanyols el 4 d'octubre. Pocs dies després, el 19 d'octubre, el gruix de l'exèrcit espanyol, al comandament del marquès de Lede i el duc de Montemar van assetjar L'Alguer, que va capitular el dia 25. L'última plaça va caure el 30 d'octubre, i la victòria espanyola va ser total.

## Conseqüències

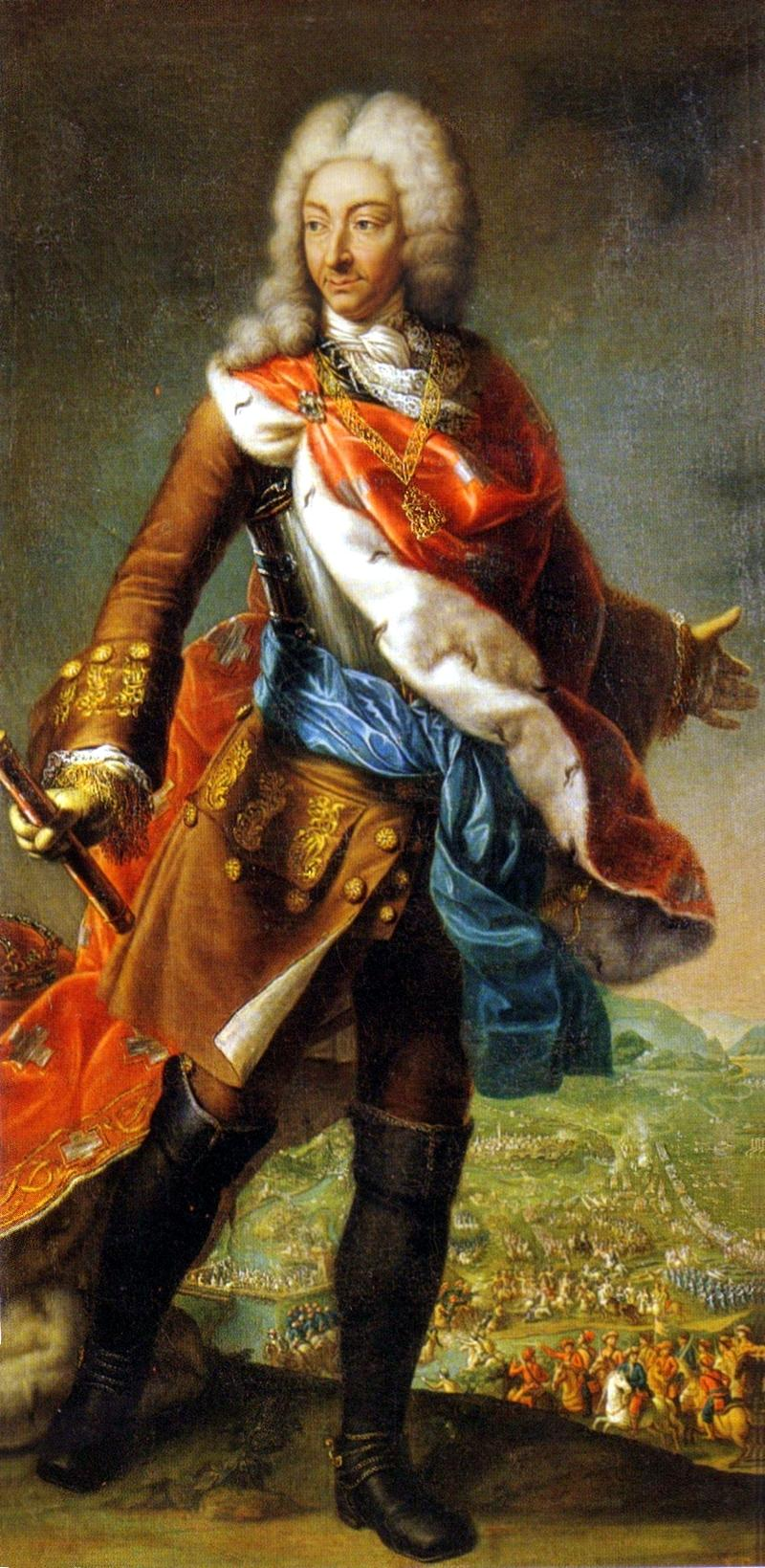
Víctor Amadeo II de Savoia, segons Maria Giovanna Clementi.

La reacció inicial del Sacre Imperi a la invasió va ser limitada, ja que tots els seus recursos s'estaven dedicant a la Guerra austro-turca (1716-1718), i el comandant suprem austríac, Eugeni de Savoia, volia evitar una gran guerra amb Espanya a Itàlia. La Pau de Passarowitz va concloure la guerra entre l'Imperi otomà i Àustria, fet que va conduir a la formació de la Quàdruple Aliança, el 2 d'agost.
Mentrestant, al juliol de 1718, els espanyols, aquesta vegada amb una flota de 350 vaixells, 250 peces d'artilleria i 30 000 homes, entre ells quatre regiments de dragons, dirigits una altra vegada pel marquès de Lede, van envair Sicília. Les forces espanyoles van prendre Palerm el 7 de juliol, per després dividir l'exèrcit en dos. Lede va seguir per la costa per assetjar Messina entre el 18 de juliol i el 30 de setembre, mentre que el duc de Montemar conquistava la resta de l'illa.
Els francesos, austríacs i britànics van exigir la retirada espanyola de Sicília i Sardenya. L'actitud del duc de Savoia era ambigua, ja que negociava amb el secretari d'Estat espanyol, el cardenal Giulio Alberoni, la formació d'una aliança contra Àustria. En resposta a aquesta agressió, la Gran Bretanya, França, Àustria i les Províncies Unides es van unir en la Quàdruple Aliança i van lluitar contra Espanya en l'anomenada Guerra de la Quàdruple Aliança.
Al cap de dos anys, el 17 de febrer de 1720, amb la signatura Tractat de la Haia, es posà fi a aquesta guerra i Felip V abandonà temporalment les seves reclamacions sobre Itàlia, assegurant-se però que el Ducat de Parma i Plasència i la Toscana passarien al seu fill Carles, fruit del matrimoni amb Isabel Farnese, després de l'extinció de la dinastia Farnese, i de la dels Mèdici, de les quals Isabel n'era la legítima hereva per la seva àvia, fet que va ocórrer el 1731 a la mort d'Antoni I de Parma. En una altra disposició del Tractat, el duc Víctor Amadeu II de Savoia va acordar intercanviar Sicília per Sardenya amb l'Imperi austríac, i així fou coronat rei de Sardenya. Tanmateix, al cap de tres anys (el 1733), Felip V va trencar el tractat durant la Guerra de Successió Polonesa, quan les forces espanyoles van envair novament Sicília, sent reconegut Carles de Borbó nou rei del Regne de les Dues Sicílies el 1735, regne que, després del parèntesi de l'època napoleònica, va deixar d'existir definitivament amb Giuseppe Garibaldi i la unificació d'Itàlia el 1861.